# Pseudeuophrys obsoleta
Pseudeuophrys obsoleta är en spindelart som först beskrevs av Simon 1868.  Pseudeuophrys obsoleta ingår i släktet Pseudeuophrys och familjen hoppspindlar. Inga underarter finns listade i Catalogue of Life.